# Univers de Babylon 5
L'univers de Babylon 5 fait intervenir diverses races et gouvernements, ainsi que plusieurs conflits.

## Gouvernements

### Alliance Terrienne
L'Alliance Terrienne est le gouvernement de l'humanité et de ses colonies. Sa capitale est le Dôme Terrien, situé à Genève, sur la planète Terre. Elle est dirigée par un président, assisté d'un vice-président et de ministres. Les Forces Terriennes constituent les forces armées de l'Alliance, qui dispose également d'une organisation de télépathes, le Corps Psi. Elle faillit disparaître lors de la Guerre Terre-Minbari, et à la fin de ce conflit, décida de créer une station diplomatique devant éviter un nouveau conflit, Babylon 5. Durant le mandat du Président Morgan Clark, l'Alliance sombra dans la dictature, créant le Ministère de la Paix et la Garde de Nuit pour réprimer toute opposition. La dictature du Régime Clark s'effondra à la suite d'une guerre civile qui laissa des marques durables au sein de la société terrienne.

### Fédération Minbarie
La Fédération Minbarie est le gouvernement officiel du peuple Minbari et de ses colonies. Constituée de ministères (comme le Ministère de la Culture), elle siège dans la ville de Yedor, sur la planète Minbar, monde d'origine du peuple Minbari. Ce dernier est constitué de trois castes: guerriers, ouvriers et religieux, chacune dirigée par un Conseil des Anciens (composé de neufs membres) au sein de la Fédération. En outre, Les Minbaris ont également une force destinée à la lutte contre les Ombres, l'Anla'shok (Rangers en terrien). Cependant, la Fédération Minbarie dispose d'un gouvernement secret, le Conseil Gris, réunissant neufs membres (trois représentants de chaque caste) appelés Satais. La mort de Dukhat, chef du Conseil Gris, déclencha la Guerre Terre-Minbari. Après ce conflit, les Minbaris acceptèrent de participer au financement de Babylon 5 à la condition de pouvoir choisir son premier commandant.

### République Centaurie
La République Centaurie est le gouvernement des Centauris et de leurs colonies. Sa capitale est la planète Centauri Prime. Bien qu'il s'agisse d'une république, elle a pour particularité d'être dirigée par un Empereur (ou un Régent en son absence), assisté d'un Premier Ministre et de plusieurs ministres. Elle a par le passé conquis et assujetti le peuple Narn, lequel a mené une très longue campagne résistance qui a mené à sa libération. Les deux puissances sont depuis lors dans un état de guerre froide avant qu'un nouveau conflit n'éclate et que les Centauris ne réenvahissent le Régime Narn grâce à leur alliance avec les Ombres.
Une alliance entre G'Kar et Londo Mollari permettra la libération du peuple Narn et la fin de la seconde occupation. Après ce conflit, les Centauris se retournèrent contre les Ombres et participèrent à leur exil de la galaxie. À la suite de cela, les Drakhs, les plus puissants disciples des Ombres assujetirent secrètement la République Centaurie et l'utilisèrent pour semer la discorde entre les autres races. Ce n'est qu'avec la victoire de l'Alliance Interstellaire contre les Drakhs que les Centauris furent libérés de leurs oppresseurs.

### Régime Narn
Le Régime Narn est le gouvernement des Narns, dirigé par le Kha'Ri. Sa capitale est Narn Prime. Le peuple Narn fut envahi un siècle et demi plus tôt par les Centauris, qu'ils repoussèrent au prix d'une longue guérilla d'usure. Après la libération des Narns, les deux puissances sont dans un état de guerre froide. Le Régime Narn a mené plusieurs actions hostiles contre la République Centaurie, telle que l'invasion de la colonie centaurie agricole de Ragresh 3 ou encore la construction de bases militaires majeures aux frontières centauries. Quand la République profita de son alliance secrète avec la race des Ombres pour répliquer, le Regime déclara officiellement la guerre, qu'il perdit. Narn Prime fut occupée, et ce n'est que grâce à l'alliance entre G'Kar et Londo Mollari que l'occupation prit fin. Après ce conflit et durant la dernière guerre contre les Ombres, le Régime Narn participa à la victoire de l'Armée de la Lumière et rejoignit l'Alliance Interstellaire.

### Empire Vorlon
L'Empire Vorlon est le gouvernement des Vorlons. Extrêmement peu d'informations sont connues, même la planète-mère des Vorlons est mystère. Il apparait que les Vorlons sont les ennemis et rivaux des Ombres et qu’ils cherchent à faire évoluer les races plus jeunes au travers de l'Ordre et de la stabilité. Après la frappe nucléaire contre Z'Ha'Dum, la planète-mère des Ombres, ils commenceront à exterminer les races plus jeunes qui se sont alliés ou ont été dominées par les Ombres. Ils seront chassés de la galaxie par les races plus jeunes en même temps que leurs rivaux, et s'enfonceront finalement au-delà de l'abîme intergalactique.

### Ligue des Mondes Non-Alignés
Cette organisation regroupe plusieurs races mineures de la galaxie (Drazis, Brakkiris, Pak'Ma'Ras...) qui coopèrent politiquement et militairement afin d'avoir plus de poids dans la politique interstellaire. Elle fut envahie par les Dilgars, mais fut sauvé par l’intervention de l'Alliance Terrienne. Par la suite, elle fut confrontée aux Ombres et rejoignit l'Armée de Lumière du Capitaine Sheridan pour mettre un terme définitif a l'agression de cette race. Une fois les principaux conflits terminés, la Ligue se fondit dans la nouvelle Alliance Interstellaire.

### Ombres
Cette race est aussi ancienne que les Vorlons, dont ils sont les ennemis et les rivaux. Ils sont basés sur la planète Z'Ha'Dum et cherchent à faire évoluer les races plus jeunes par le Chaos et le conflit. Ils soutinrent notamment le Régime Clark de l'Alliance Terrienne et la République Centaurie dans sa guerre contre le Régime Narn. Ils furent chassés de la galaxie par les races plus jeunes en même temps que les Vorlons et s'enfonceront finalement au-delà de l'abîme intergalactique. Cependant, leur influence néfaste perdurera avec les Drakhs.

### Drakhs
Il s'agit des plus puissants disciples des Ombres, qui les rejoignirent non par peur, mais par idéologie. Quand leurs mentors partirent, ils prirent sur eux de reprendre leur mission, faire évoluer les races par le Chaos et le conflit. Pour se venger des Centauris qui se retournèrent contre les Ombres, ils organisèrent la guerre contre la République Centaurie, de même que la dévastation de Centauri Prime avant de s'en prendre à la Terre. Ils furent finalement vaincus par l'Alliance Interstellaire.

### Alliance Interstellaire
C'est une fédération rassemblant les principales puissances galactiques. Elle fut constituée à la fin de la Guerre des Ombres, afin de véritablement établir une paix galactique. Toutefois, elle dut se confronter aux Commandos, une organisation de pirates, ainsi qu'aux Drakhs, disciples des Ombres qui la manipulèrent pour qu'elle dévaste Centauri Prime et retourne contre elle le peuple centauri. Finalement, après l'attaque virale Drakh contre la Terre et la création d'un remède, elle parvint à vaincre ses ennemis. L’Alliance Interstellaire dispose d’un quartier général permanent sur Minbar, dans la cité de Tuzanor,.

## Conflits

### Guerre des Ombres
C'est la grande guerre que la galaxie a connue périodiquement. Elle provint d'un différend entre les Vorlons et les Ombres. En effets, les Vorlons considèrent que les espèces plus jeunes doivent évoluer au travers de l'Ordre et de la stabilité, tandis que les Ombres considèrent que c'est au travers du Chaos et du conflit que les races plus jeunes parviennent à évoluer. Périodiquement, les Ombres et leurs alliés se réveillent et tentent de répandre le chaos dans la galaxie, les Vorlons et leurs alliés s'efforçant de les contrer. Cette guerre prit fin quand les races plus jeunes décidèrent de chasser les Ombres et Vorlons de la galaxie.

### Guerre des Dilgars
La Guerre des Dilgars fut déclenchée par l'invasion de la Ligue des Mondes Non-Alignés par la race des Dilgars. Malgré la coopération entre ses membres, la Ligue perdit petit à petit du terrain face aux Dilgars, jusqu'à l'arrivée de l'Alliance Terrienne. Avec l'appui des Forces Terriennes, les Dilgars furent repoussés et confinés sur leur planète. La victoire de l'Alliance Terrienne dans ce conflit et l'arrogance des dirigeants terriens qui en découla furent une des causes de la Guerre Terre-Minbari.

### Guerre Terre-Minbari
Ce conflit fut l'un des plus terribles que connut la Terre. Il provient d'un grave malentendu lors du premier contact entre la flotte terrienne menée par le croiseur Prométhée et la flotte minbarie menée par le croiseur Valen'tha. En effet, les Minbaris déployèrent leur armement en signe de respect, ignorant que c'était là pour les humains un signe d'agression imminente. En conséquence, le Capitaine Michael Jankowski, commandant du Prométhée, paniqua et ouvrit le feu, tuant le chef du Conseil Gris, la plus haute autorité chez les Minbaris.
Face à ce qu'ils considérèrent comme étant un acte barbare d'une profonde lâcheté, les Mibaris se lancèrent dans une guerre sainte pour anéantir l'humanité et écrasèrent les Forces Terriennes. Ces dernières ne parvinrent à remporter de rares victoires qu'à des coûts prohibitifs, mais leur résistance acharnée leur valu un respect de plus en plus grand de la part des Minbaris. La guerre prit fin quand les Minbaris découvrirent un lien génétique entre eux et les humains et se rendirent sans explication.

### Guerre Centauri-Narn
Ce conflit est l'aboutissement de la guerre froide entre la République Centaurie et le Régime Narn. À la suite de plusieurs actes hostiles de chaque camp, le Régime Narn déclara finalement la guerre à la République Centaurie. Mais cette dernière, grâce à l'appui secret des Ombres, parvint sans peine à remporter la victoire, à occuper Narn Prime et à faire du Régime Narn un protectorat. Finalement, une alliance entre Londo Mollari, ambassadeur de la République Centauri, et G'Kar, ambassadeur du Régime Narn, parvint à mettre un terme à la guerre et à libérer Narn Prime de l'occupation centaurie.

### Guerre civile Terrienne
Cette guerre civile au sein de l'Alliance Terrienne commença lorsque le Vice-Président Morgan Clark fit assassiner le Président Luis Santiago. Une fois au pouvoir, il créa plusieurs institutions chargées de réprimer toute opposition (Ministère de la Paix, Garde de Nuit); et quand le Sénat lança une enquête sur son rôle dans l'assassinat de feu le Président Santiago, il instaura la loi martiale et remplaça les Sénateurs par ses partisans. Devant le refus de plusieurs colonies de faire de même, il se lança dans le bombardement aveugle de civils pour les contraindre par la force à se soumettre. Face à un tel massacre, une partie des Forces Terrienne s'insurgèrent, et finirent par défaire les forces du Régime Clark devant les colonies extérieures avant de se diriger vers la Terre, où le conflit prit fin avec le suicide du Président Clark.

### Guerre contre Centauri Prime
Ce conflit opposa la République Centaurie à l'Alliance Interstellaire, à la suite d'une manipulation des Drakhs, les plus puissants disciples des Ombres. Ceux-ci voulurent se venger de l'Armée de Lumière qui avait vaincu et chassé leurs maîtres et élaborèrent un plan en deux phases. D'abord, ils prirent le contrôle mental du Régent de la République Centaurie pour qu'il leur donne des vaisseaux, que les Drakhs modifièrent pour les télécommander. Ils se servirent de ces vaisseaux pour attaquer des convois civils sans laisser de trace, mais Lennier, alors engagé dans les Rangers, obtint des preuves accablantes contre les Centauris, qui nièrent de bonne foi.
Ensuite, devant les sanctions engagées par l'Alliance Interstellaire, les Centauris se retirèrent et lancèrent les hostilités. C'est alors que les Drakhs mirent en place la seconde phase de leur plan: ils sabotèrent les défenses de Centauri Prime pour que certains membres de l'Alliance puissent dévaster la capitale. Dans le même temps, ils planquèrent assez d'armes nucléaires pour faire sauter toute la planète et obligèrent le nouvel Empereur centauri, Londo Mollari, à se soumettre et à retourner durablement les Centauri contre l'Alliance Interstellaire et aider les Drakhs à répandre le Chaos. Ce conflit ne prit fin que lorsque les Drakhs furent eux-mêmes vaincus.